# Alfred Cramer (Offizier)
Alfred Friedrich Wilhelm Cramer (* 24. April 1863 in Stettin; † 8. November 1915 in Minden) war ein preußischer Oberstleutnant und Militärschriftsteller.

## Leben

### Herkunft
Cramers Vater Dietrich war Oberst z. D. und zuletzt Kommandant von Saarlouis. Seine Mutter Agnes war eine geborene Freiin von Nolting aus Haus Harderode.

### Militärlaufbahn
Aus dem Kadettenkorps wurde Cramer am 15. April 1882 als charakterisierter Portepee-Fähnrich an das Infanterie-Regiment „Prinz Friedrich der Niederlande“ (2. Westfälisches) Nr. 15 in Minden überwiesen und sollte diesen Rang ab dem 16. November etatmäßig bekleiden. Zum Sekondeleutnant wurde er am 11. September 1883 befördert. Vom 21. November bis 17. Dezember 1887 ist er zur Gewehrfabrik nach Spandau abkommandiert gewesen. Adjutant des I. Bataillons war er seit dem 10. Februar 1888 und im Anschluss daran kommandierte man ihn vom 1. März bis zum 26. August 1891 zur Zentral-Turnanstalt nach Berlin ab. Zum Premierleutnant ist er am 29. März 1892 befördert worden. Als solcher arbeitete er erstmals literarisch für sein Regiment, indem er die Offizier-Geschichte seines Regiments bearbeitete. Zum Hauptmann befördert und zum Chef der 10. Kompanie ernannt wurde Cramer am 27. Januar 1898. Sowohl vom 20. Juli bis zum 23. August 1899 als auch vom 17. Juli bis zum 20. August 1907 war er zu einem Lehrkursus der Infanterie-Schießschule in Wünsdorf. 
Sein Regimentskommandeur, Curt von Morgen, beauftragte Cramer mit dem Schreiben einer umfassenden Regimentsgeschichte unter der Miteinbeziehung sämtlicher bereits dazu existierender Veröffentlichungen. 
Unter der Beförderung zum überzähligen Major trat Cramer in den Regimentsstab über. Sein neuer Kommandeur, August zur Nedden, beauftragt Cramer zum 100-jährigen Jubiläum eine Stammliste sämtlicher in den Regiment gedienter Offiziere zu erstellen. Bei dessen Veröffentlichung war jedoch bereits jemand anderes, der württembergische Oberst Hermann von Haldenwang Kommandeur des Regiments. Durch Allerhöchste Kabinettsorder vom 27. Januar 1912 erhielt Cramer rückwirkend zum 1. März seine Gebührnisse als Stabsoffizier. Zum Kommandeur des III. Bataillons wurde er am 22. April 1912 ernannt. 
Nach der Mobilmachung sammelte sich die 13. Division im grenznahen Eupen. Cramers Regiment war vorerst als Teil der 26. Infanterie-Brigade als Korpsreserve bestimmt und trat am 12. August 1914 beim Überschreiten der belgischen Grenze in den Ersten Weltkrieg ein. Mit dem Regiment marschierte er über Lüttich durch das neutrale Belgien und überquerte am 21. August das ihm aus den Recherchearbeiten zu der von ihm verfassten Regimentsgeschichte in Verbindung mit dem Sommerfeldzug von 1815 und der Schlacht bei Waterloo vertraute einstige Schlachtfeld von Belle-Alliance. Das Regiment erhielt mit ihm gegen Teile der 5. französischen Armee seine Feuertaufe am 23. August im Gefecht bei Lobbes als Teil der Schlacht bei Namur. Danach wurde seine Brigade der Belagerung von Maubeuge zugeteilt. In der Schlacht an der Aisne kämpfte sein Bataillon bei Berméricourt und Loivre. Während der Erkundung seines Bataillons von einem durch Pappeln flankierten Kanals bei Berméricourt wurde Cramer am 13. September 1914, kurz vor dem Regimentsbefehl den Kanal zu räumen, von einem Gewehrschuss an der Schulter verwundet. Da er nicht mehr geborgen werden konnte, geriet Cramer in französische Kriegsgefangenschaft.
Während der Gefangenschaft erkrankte er schwer und kehrte am 2. September 1915 im Austausch von Kriegsgefangenen nach Minden zurück. Doch auch in Minden gesundete er nicht mehr und verstarb dort im Rang eines Oberstleutnants am 8. November 1915 und wurde fünf Tage darauf beigesetzt.

### Familie
Seine Frau war eine geborene Jungè. Der General Hans Cramer war sein Sohn.

## Veröffentlichungen
- Offizier-Geschichte des Infanterie-Regiments „Prinz Friedrich der Niederlande“ (2. Westfälisches) Nr. 15. 1897.
- Geschichte des Infanterie-Regiments „Prinz Friedrich der Niederlande“ 2. Westfälischen Nr. 15. 1910.
- Offizier-Stammliste des „Infanterie-Regiments Prinz Friedrich der Niederlande“ (2. Westfälischen). 1913.